# Żmudź (wieś)
Żmudź – wieś w Polsce położona w województwie lubelskim, w powiecie chełmskim, w gminie Żmudź. Leży przy drodze wojewódzkiej nr 844.
| SIMC    | Nazwa         | Rodzaj    |
| ------- | ------------- | --------- |
| 0111490 | Dubienka      | część wsi |
| 0111509 | Żmudź-Kolonia | kolonia   |

Zmodz była wsią starostwa chełmskiego w 1570 roku. W latach 1975–1998 miejscowość administracyjnie należała do województwa chełmskiego.
Wieś jest sołectwem, siedzibą gminy Żmudź. Według Narodowego Spisu Powszechnego z roku 2011 wieś liczyła 764 mieszkańców i była największą co do liczby ludności miejscowością gminy.
Wieś jest siedzibą rzymskokatolickiej parafii Podwyższenia Krzyża Świętego.
We wsi znajduje się XVIII-wieczny kościół, wzniesiony jako cerkiew unicka, użytkowany następnie przez parafię prawosławną. We władaniu katolików obrządku łacińskiego pozostaje od okresu powojennego.

## Historia
Zapiski o Żmudzi pochodzące z 1443 roku, potwierdzają przynależność miejscowości do parafii rzymskokatolickiej w Chełmie. W 1505 roku Żmudź nazywała się Zmodz.
Wg tradycji po bitwie pod Grunwaldem król Władysław Jagiełło w nagrodę osiedlił na tych ziemiach rodowitych Żmudzinów z dawnego Księstwa Żmudzkiego.
Pan na Żmudzi o nazwisku Żmudzki posiadający znaczny majątek z dworem (tam gdzie GS), był bliskim przyjacielem króla Stefana Batorego i razem z nim wyprawił się na Gdańsk i Moskwę, walcząc o Połock, Psków, Wielkie Łuki.

## Sport
We wsi znajduje się klub Victoria Żmudź, która występuje obecnie (sezon 2023/2024) w rozgrywkach klasy A, gr. Chełm.